# Tribunal de Justiça do Estado de Rondônia
O Tribunal de Justiça de Rondônia (TJRO) é o órgão máximo do Poder judiciário do estado brasileiro de Rondônia.

## História
A História da justiça em Rondônia tem seus primeiros registros a partir da instalação da Comarca de Santo Antonio do Rio Madeira (1912), no Estado de Mato Grosso e da Comarca de Porto Velho (1914), ainda no Estado do Amazonas. Mais tarde, documentação e atividades de Santo Antonio do Rio Madeira são transferidos para Guajará-Mirim que se estrutura a partir do ano de 1929.
Assim permanece até a criação do Território Federal. Nesse período funcionavam apenas as comarcas de Porto Velho e Guajará Mirim. Com a criação do Estado de Rondônia pela Lei n. 41, de 22 de dezembro de 1981, foi também criado o Poder Judiciário, instalado no dia 4 de janeiro de 1982, e composto por sete desembargadores: Fouad Darwich Zacharias, César Soares de Montenegro, José Clemenceau Pedrosa Maia, Darci Ribeiro, Aldo Alberto Castanheira Silva, Hélio Fonseca e Dimas Ribeiro da Fonseca.